# فیگولس
فیگولس (به اسپانیایی: Fígols y Aliñá) یک منطقهٔ مسکونی در اسپانیا است که در آلت یورگل واقع شده‌است. فیگولس ۱۰۱٫۸ کیلومتر مربع مساحت دارد ۶۰۲ متر بالاتر از سطح دریا واقع شده‌است.